# ABJ (motorfiets)
ABJ is een historisch Brits bedrijf dat fietsen en lichte motorfietsen maakte.
ABJ stond voor: A.B. Jackson Cycles, Birmingham.
Dit was een Britse fietsenfabriek die van 1950 tot 1954 lichte motorfietsen met 49,- 98- en 123 cc Villiers-motoren bouwde. Jackson was een van de directeuren van Raynal, en de Raynal autocycles werden van 1949 tot 1953 bij ABJ aan Pope Street in Birmingham geproduceerd. Na het sluiten van Raynal in 1950 zette Jackson zijn eigen motormerk op.